# Ànec cellut
Anas superciliosa és una espècie d'ocell de la família dels anàtids (Anatidae) que habita aiguamolls, llacs i estanys amb vegetació emergent a un bon nombre d'illes d'Indonèsia i el Pacífic, des de Java, Sulawesi, República de Palau i Carolines, fins a Austràlia i Tasmània. Illes Kermadec, Chatham, Snares, Auckland, Campbell, Macquarie, arxipèlags Louisiade i Bismarck, illes Salomó i Santa Cruz (Galápagos), Vanuatu, Nova Caledònia, Loyauté, Fiji, Tonga, Samoa, Cook, Societat i Tubuai.